# Afectos com Letras
Afectos com Letras (portugiesisch, dt. etwa: „Zuneigungen für Buchstaben“) ist eine portugiesische Hilfsorganisation. Sie wurde im September 2009 in Pombal gegründet.
Sie finanziert sich durch Patenschaften (Projekt BAOBA) und Spenden, und durch verschiedene öffentliche Zuschüsse (portugiesische Entwicklungshilfe, EU), zudem ist die portugiesische Sparkasse Caixa Geral de Depósitos Partner von Afectos com Letras. Trotz eines vergleichsweise kleinen Budgets (2016: knapp 46.000 €) und nur wenigen, ehrenamtlichen Mitarbeitern gelingt dem Verein die Durchführung zahlreicher Projekte in Guinea-Bissau, vor allem durch die Spenden von Waren und Dienstleistungen, die er bei portugiesischen Unternehmen und Behörden, aber auch der EU erwirkt.
Die Organisation ist als gemeinnütziger Verein (Instituição de Utilidade Pública) und als Organização Não Governamental para o Desenvolvimento (ONGD, Nichtregierungsorganisation für Entwicklung) vom portugiesischen Außenministerium (Ministério dos Negócios Estrangeiros) anerkannt.

## Ziele
Die gemeinnützige Nichtregierungsorganisation hat die Förderung von Bildung, Gesundheit, und die Weiterbildung insbesondere der Frau zum Ziel.
Nach einigen Weiterbildungs- und Aufklärungsprojekten in Portugal ist Afectos com Letras heute besonders in der Entwicklungshilfe in Guinea-Bissau engagiert, wo sie seit 2012 eine Zweigstelle unterhält.

## Guinea-Bissau
Das westafrikanische Land Guinea-Bissau ist das wesentliche Ziel der Projektarbeit von Afectos com Letras. 
Die frühere Portugiesische Kolonie ist in vielen Bereichen von Entwicklungshilfe abhängig, gilt jedoch nach einer Abfolge von innenpolitischen Krisen mit Staatsstreichen und einem Bürgerkrieg als chronisch instabil. Außer der ehemaligen Kolonialmacht Portugal und der Europäischen Union (EU) haben deshalb die meisten Staaten ihre Hilfsprojekte in dem Land eingestellt, und auch von internationalen Hilfsorganisationen wird Guinea-Bissau kaum noch unterstützt. Zu den wenigen nichtstaatlichen Organisationen, die im Land weiterhin Projekte durchführen, zählen überwiegend portugiesische Initiativen, neben der Assistência Médica Internacional (AMI) vor allem Afectos com Letras. Deren Arbeit wird sowohl in Portugal als auch in Guinea-Bissau immer wieder positiv bemerkt.
Eine ihrer öffentlichkeitswirksamsten Aktionen war 2012 die Einrichtung der ersten Öffentlichen Bibliothek seit der Unabhängigkeit Guinea-Bissaus 1974 mit zunächst 12.000 Büchern in Räumen des Bildungsministeriums in der Universidade Amílcar Cabral, und die Aufstellung öffentlicher Bücherschränke in städtischen Grünanlagen und an den Tankstellen des Marktführers Galp, die in ganz Guinea-Bissau an den wichtigsten Ortschaften präsent sind.
Besondere Aufmerksamkeit erhielt Afectos com Letras danach mit der Veröffentlichung des Buches „À Descoberta da Guiné-Bissau“ Ende 2015, das im Frühjahr 2016 öffentlich vorgestellt wurde. Dies war der erste Reiseführer zu Guinea-Bissau. Er entstand in Zusammenarbeit mit der EU und wurde durch diese gefördert. Das Werk erschien in vier Sprachen (Portugiesisch, Englisch, Französisch und Spanisch) und wurde danach auch zum freien Download zur Verfügung gestellt. Die gedruckte Auflage gilt inzwischen als ausverkauft.
Neben diesen öffentlichkeitswirksamen Aktionen führt Afectos com Letras in Guinea-Bissau eine Reihe mittel- und langfristiger Projekte durch, darunter Schulen, Vorschulen und Kindergärten, die zum Teil in Nachbarschaftshilfe weitergeführt werden. Lehrer erhalten Gehälter und Fortbildung von Afectos com Letras, auch Weiterbildungsprogramme für Pädagogen und Gesundheitsberufe gehören dazu.
Gemeinschaftliche Reisschälmaschinen und Projekte zur gesundheitlichen Aufklärung, darunter eine Lieferung von acht Tonnen Medikamenten an Krankenhäuser und Gesundheitsposten im Jahr 2014, gehören zu den weiteren Projekten, die häufig auf die Weiterbildung und Empowerment der Frau abzielen.
Das Projekt BAOBA, nach der portugiesischen Schreibweise des  Afrikanischen Affenbrotbaums Baobab benannt, ermöglicht zudem seit 2014 die Übernahme von Patenschaften für Schüler und Schulklassen in Guinea-Bissau.